# Cooperative Linux

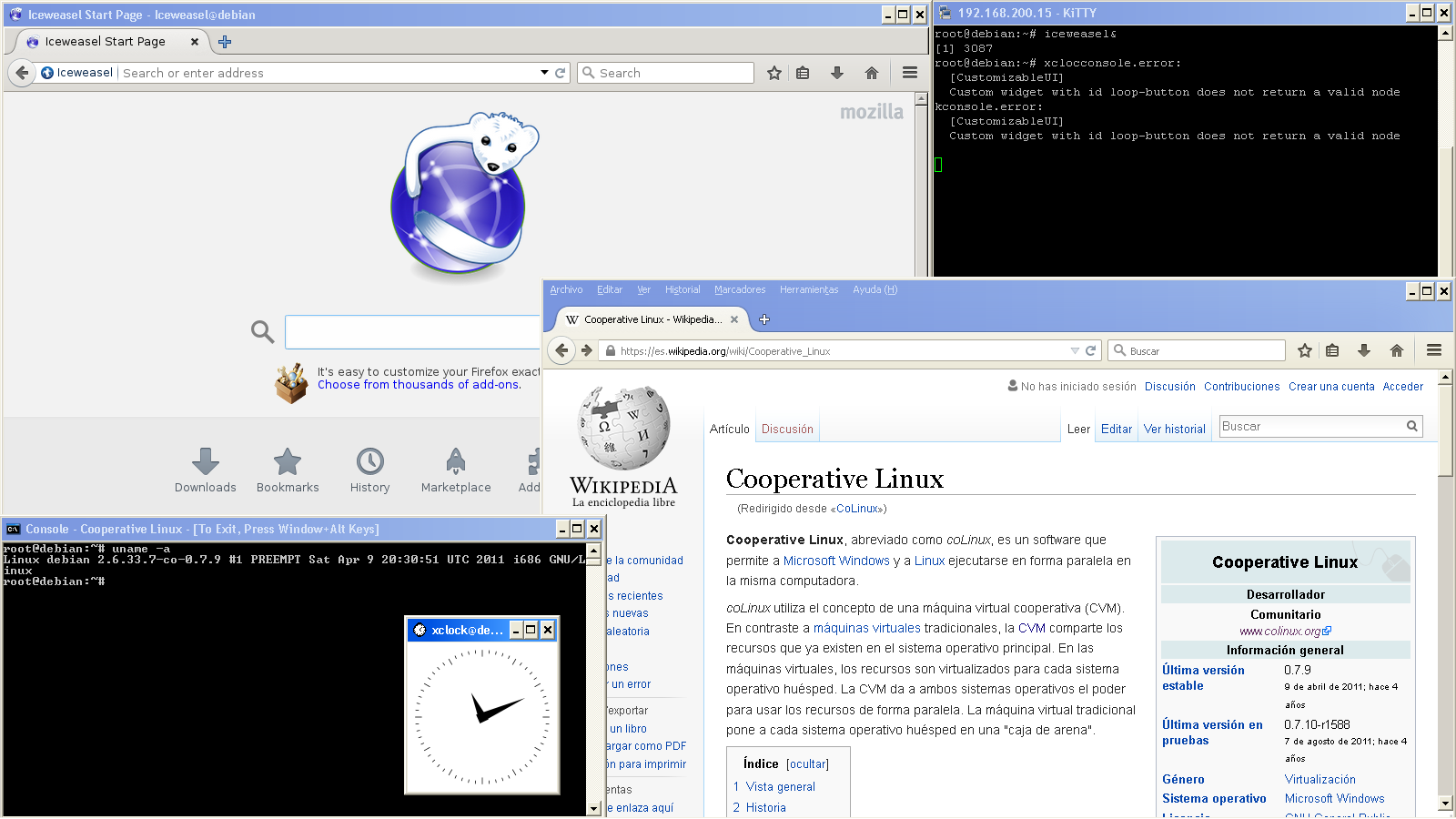
Zrzut ekranu systemu Windows XP i Colinux z przeglądarką Firefox i Iceweasel

Cooperative Linux, w skrócie coLinux – program komputerowy, który umożliwia jednoczesne działanie jądra systemu operacyjnego Linux i systemu operacyjnego Microsoft Windows na tym samym komputerze osobistym.
Pierwsza wersja coLinuksa została wydana 25 stycznia 2004 r., ostatnie stabilne wydanie, wersja 0.7.9, ukazało się
9 kwietnia 2011 r.

## Zasada działania
Cooperative Linux wykorzystuje rozwiązanie nazywane Cooperative Virtual Machine (CVM).
W odróżnieniu od tradycyjnych maszyn wirtualnych takich jak VMware, Windows Virtual PC czy VirtualBox, CVM daje obu systemom operacyjnym pełną kontrolę nad komputerem.